# طقسوس شرافي
الطقسوس الشُّرَّافِيَّ أو الطقسوس الياباني أو الطقسوس المنتشر (الاسم العلمي:Taxus cuspidata) (بالإنجليزية: Japanese Yew or Spreading Yew)‏ هو نوع من النباتات يتبع جنس الطقسوس من الفصيلة الطقسوسية.